# برایس ددمن

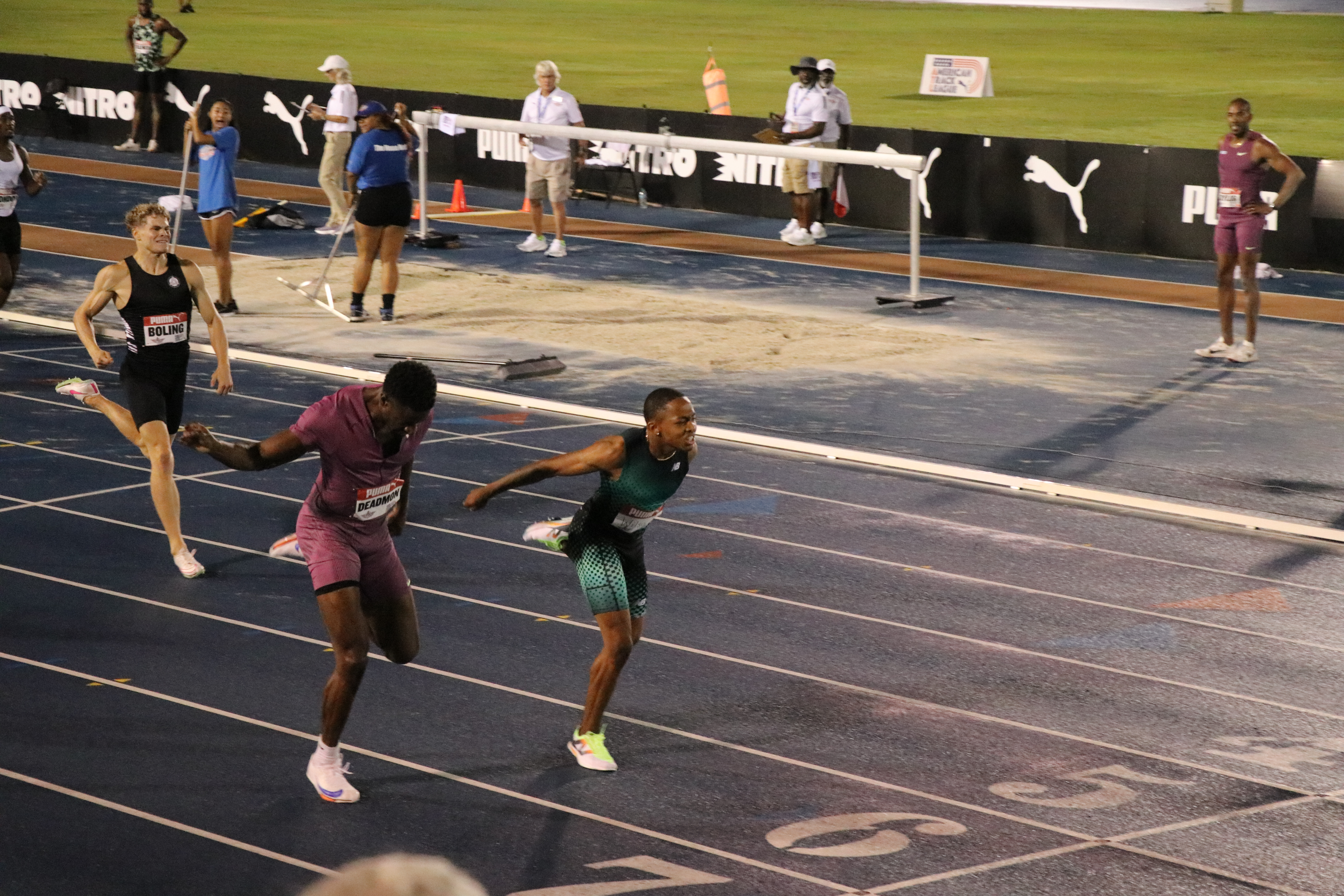
برایاس ددمن

برایس ددمن (انگلیسی: Bryce Deadmon؛ زادهٔ ۲۶ مارس ۱۹۹۷) دونده اهل ایالات متحده آمریکا است.